# ¡Ay, caramba!
¡Ay, caramba! es una expresión exótica utilizada en el mundo anglosajón, formada por dos palabras  españolas, la interjección ¡ay! (denota sorpresa o dolor) y la exclamación caramba (un eufemismo de  carajo; denota sorpresa).

## En la literatura y las artes
La exclamación se asoció a la bailarina y cantante madrileña La Caramba en la década de 1780. Su tocado de cintas de colores brillantes se conoció como caramba.
El villano que lanza cuchillos en la aventura de Tintín La oreja rota (1935) exclama "¡Caramba! ¡Falló otra vez!" tan a menudo que se convirtió en un eslogan en francés ("Caramba, encoré raté!").
En la película de Disney Los tres caballeros, Panchito Pistolas grita "Ay, Caramba" y José Carioca pregunta qué significa, pero Panchito no sabe.
¡Caramba! (1983) es el título de una pintura de Herman Braun-Vega donde el pintor expresa sorpresa al verse rodeado de tantos de sus maestros en la pintura.
Bart Simpson, personaje de la serie de dibujos animados estadounidense Los Simpson popularizó la frase en la cultura pop moderna. Se convirtió en uno de sus más notables latiguillos y es algo que dice cuando es sorprendido positivamente por algo o en relación con las mujeres. Bart también utiliza la frase en forma negativa y sorpresa en general. Por ejemplo, en el episodio de La elección de Selma, Bart, Lisa y su tía Selma se acercaron a un paseo muy popular en Duff Gardens. Al ver la cola excepcionalmente larga, Bart exclamó: "¡Ay, Caramba!", obviamente no quería transmitir ningún sentimiento positivo.
La frase también está presente en una canción en el musical "Copacabana".